# NGC 1719
NGC 1719 في الفهرس العام الجديد، هي مجرة، تقع في كوكبة الجبار. اكتشفت في 23 نوفمبر 1827 بواسطة جون هيرشل.

## روابط خارجية
- NGC 1719 على موقع ويكي سكاي: DSS2, SDSS, GALEX, IRAS, Hydrogen α, X-Ray, Astrophoto, Sky Map, Articles and images